# 愛知交際2女性殺害事件
愛知交際2女性殺害事件（あいちこうさいにじょせいさつがいじけん）とは、1999年と2003年に愛知県内で女性が殺害された事件である。

## 概要
1999年8月15日、愛知県海部郡蟹江町において、Aは借金の返済資金を調達できなかったことで不倫関係にあった女性Bからなじられてビールの缶を投げ付けられたことに腹を立てた。そのことがきっかけで、借金とともにBを消し去ろうとしてBに殺意をもって、頸部を両手でしめて窒息死させた。2003年5月25日には、愛知県一宮市において、不倫関係にあったCも窒息死させた。AはCから結婚を求められており、不倫関係を妻に暴露するといわれており、また、Aの行っていた会社との背信行為についても公表すると言われていた。その後、カッターナイフで四肢などを六つに切断し、黒色ビニール袋にいれて岐阜県柳津町（現在は岐阜市）の境川に遺棄した。27日にも河川敷の雑木林の土に埋めるなど損壊・遺棄した。その後、Aは殺人罪・死体遺棄罪・死体損壊罪で起訴された。

## 裁判経過
公判では、弁護側は捜査段階では殺害を認めていたBについては自殺だったなどとして、捜査段階の自白調書は信用性がないなどとして殺害を否認した。2007年2月23日、岐阜地裁（土屋哲夫裁判長）は、死刑判決を言い渡した。判決では、弁護側の主張を退けたうえで、動機は借金の返済に困っていたもので酌量の余地はないとした。弁護側はこの判決を不服として控訴した。
2008年9月12日、名古屋高裁（片山俊雄裁判長）は、一審判決を支持して控訴を棄却した。控訴審で弁護側は新たにC殺害について包丁を持ち出されたことによる身を守るための正当防衛だったと主張していたが、判決では捜査段階の自白調書は信用でき、控訴審になってようやく重要な事実を供述するなど不自然だとした。弁護側はこの判決を不服として上告した。
2011年11月29日、最高裁第三小法廷（那須弘平裁判長）は、弁護側の上告を棄却して死刑判決が確定した。
2023年現在、名古屋拘置所に収監されている。